# Gone Nutty
Gone Nutty (pol. Kłopoty z żołędziami) – krótkometrażowy film animowany, wyreżyserowany przez Carlosa Saldanha. Jego bohaterem jest znany z filmu Epoka lodowcowa Scrat, który przeżywa przygody związane z gromadzeniem żołędzi. Film dostał w 2004 nominację do Oscara.